# Moulay Aissa Ben Driss
Moulay Aissa Ben Driss  (in arabo مولاي عيسى بن إدريس‎?) è un centro abitato e comune rurale del Marocco situato nella provincia di Azilal, regione di Béni Mellal-Khénifra. Conta una popolazione di 13 797 abitanti (censimento 2014).